# Llista de comtats d'Arkansas

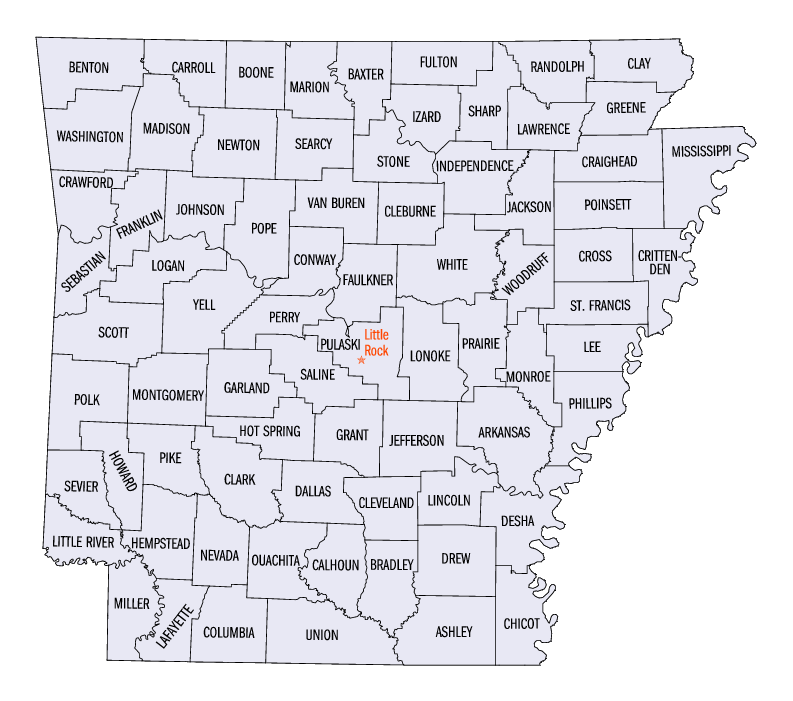
Mapa dels comtats de l'estat d'Arkansas.

L'estat nord-americà de Arkansas s'organitza en 75 comtats. Cal destacar la particularietat que hi ha deu comtats que tenen dues seus de comtat.
El comtat més poblat de l'estat és el comtat de Pulaski amb més de 400 mil habitants segons l'estimació del cens de 2024. Mentre que el comtat d'Arkansas és el de menys població amb 16.050 habitants. Union és el comtat més extens amb una superfície de 2.733 km², mentre que el comtat de Lafayette és el de menys extensió amb 1.412 km² de superfície.
L'abreviació postal de Arkansas és AR i el seu codi FIPS d'estat és el 05.

## Comtats actuals
| Nom del comtat | Seu del comtat              | Data de creació | Origen | Etimologia del nom | Població (2024) | Superfície | Mapa                    |
| -------------- | --------------------------- | --------------- | --- | --- | --------------- | ---------- | ----------------------- |
| Arkansas       | Stuttgart i DeWitt          | 1813            | Comtat original.                                                                                            | Pel riu Arkansas. | 16.050          | 2.678 km²  | Comtat d'Arkansas       |
| Ashley         | Hamburg                     | 1848            | A partir dels comtats de Chicot, Drew i Union.                                                              | Per Chester Ashley, senador dels Estats Units d'Arkansas.                                                                               | 17.984          | 2.432 km²  | Comtat d'Ashley         |
| Baxter         | Mountain Home               | 1873            | A partir dels comtats de Fulton, Izard, Marion i Searcy.                                                    | Per Elisha Baxter, governador d'Arkansas.                                                                                               | 43.007          | 1.520 km²  | Comtat de Baxter        |
| Benton         | Bentonville                 | 1836            | A partir del comtat de Washington.                                                                          | Per Thomas Hart Benton, senador dels Estats Units de Missouri.                                                                          | 321.566         | 2.292 km²  | Comtat de Benton        |
| Boone          | Harrison                    | 1869            | A partir dels comtats de Carroll i Marion.                                                                  | Per Daniel Boone, pioner, explorador i militar estatunidenc.                                                                            | 38.636          | 1.559 km²  | Comtat de Boone         |
| Bradley        | Warren                      | 1840            | A partir del comtat d'Union.                                                                                | Per Hugh Bradley, un soldat a la guerra de 1812 i primer colon de la zona.                                                              | 9.935           | 1.695 km²  | Comtat de Bradley       |
| Calhoun        | Hampton                     | 1850            | A partir dels comtats de Dallas i Ouachita.                                                                 | Per John C. Calhoun, setè vicepresident dels Estats Units i senador de Carolina del Sud.                                                | 4.690           | 1.638 km²  | Comtat de Calhoun       |
| Carroll        | Berryville i Eureka Springs | 1833            | A partir dels comtats d'Izard i al 1870 del de Madison.                                                     | Per Charles Carroll de Carrollton, signant de la Declaració d'Independència.                                                            | 28.968          | 1.655 km²  | Comtat de Carroll       |
| Chicot         | Lake Village                | 1823            | A partir del comtat d'Arkansas.                                                                             | Per Point Chicot al riu Mississipi. | 9.272           | 1.789 km²  | Comtat de Chicot        |
| Clark          | Arkadelphia                 | 1818            | A partir del comtat d'Arkansas.                                                                             | Per William Clark, explorador i governador del Territori de Missouri.                                                                   | 20.920          | 2.286 km²  | Comtat de Clark         |
| Clay           | Piggott i Corning           | 1873            | A partir dels comtats de Randolph i Greene, originalment anomenats Clayton abans de 1875.                   | Per John Clayton, politic estatal, escursat a Clay.                                                                                     | 14.112          | 1.661 km²  | Comtat de Clay          |
| Cleburne       | Heber Springs               | 1883            | A partir dels comtats d'Independence, Van Buren i White.                                                    | Per Patrick Cleburne, general confederat a la Guerra Civil dels Estats Units.                                                           | 25.646          | 1.533 km²  | Comtat de Cleburne      |
| Cleveland      | Rison                       | 1873            | A partir dels comtats de Bradley, Dallas, Jefferson i anteriorment anomenat comtat de Dorsey (des de 1885). | Per Grover Cleveland, 22è i 24è president dels Estats Units. Anteriorment per Stephen Dorsey, senador d'Arkansas.                       | 7.367           | 1.551 km²  | Comtat de Cleveland     |
| Columbia       | Magnolia                    | 1852            | A partir dels comtats de Lafayette, Hempstead i Ouachita.                                                   | Per Columbia, una personificació femenina dels Estats Units.                                                                            | 22.024          | 1.986 km²  | Comtat de Columbia      |
| Conway         | Morrilton                   | 1825            | A partir del comtat de Pulaski.                                                                             | Per Henry Wharton Conway, delegat territorial a la Cambra de Representants dels Estats Units.                                           | 21.422          | 1.468 km²  | Comtat de Conway        |
| Craighead      | Jonesboro i Lake City       | 1859            | A partir dels comtats de Mississippi, Greene i Poinsett.                                                    | Per Thomas Craighead, un senador estatal que es va oposar, irònicament, a la creació del comtat.                                        | 115.852         | 1.847 km²  | Comtat de Craighead     |
| Crawford       | Van Buren                   | 1820            | A partir del comtat de Pulaski.                                                                             | Per William H. Crawford, polític que va exercir com a secretari del Tresor i secretari de Guerra.                                       | 62.258          | 1.565 km²  | Comtat de Crawford      |
| Crittenden     | Marion                      | 1825            | A partir del comtat de Phillips.                                                                            | Per Robert Crittenden, primer secretari del Territori d'Arkansas.                                                                       | 46.633          | 1.649 km²  | Comtat de Crittenden    |
| Cross          | Wynne                       | 1862            | A partir dels comtats de Crittenden, Poinsett i St. Francis.                                                | Per David C. Cross, soldat confederat a la Guerra Civil i polític local.                                                                | 16.194          | 1.612 km²  | Comtat de Cross         |
| Dallas         | Fordyce                     | 1845            | A partir dels comtats de Bradley i Clark.                                                                   | Per George M. Dallas, onzè vicepresident dels Estats Units.                                                                             | 6.076           | 1.731 km²  | Comtat de Dallas        |
| Desha          | Arkansas City               | 1838            | A partir dels comtats d'Arkansas i Union, després del de Chicot (abans de 1880) i Lincoln (abans de 1930).  | Per Benjamin Desha, un soldat a la guerra anglo-americana de 1812.                                                                      | 10.321          | 2.123 km²  | Comtat de Desha         |
| Drew           | Monticello                  | 1846            | A partir dels comtats de Bradley, Chicot, Desha i Union.                                                    | Per Thomas S. Drew, tercer governador d'Arkansas.                                                                                       | 16.935          | 2.164 km²  | Comtat de Drew          |
| Faulkner       | Conway                      | 1873            | A partir dels comtats de Conway i Pulaski.                                                                  | Per Sandford C. Faulkner, compositor i violinista conegut per la cançó Viatger d'Arkansas.                                              | 131.611         | 1.720 km²  | Comtat de Faulkner      |
| Franklin       | Ozark i Charleston          | 1837            | A partir dels comtats de Crawford i Johnson.                                                                | Per Benjamin Franklin, considerat un dels Pares fundadors dels Estats Units.                                                            | 17.586          | 1.605 km²  | Comtat de Franklin      |
| Fulton         | Salem                       | 1842            | A partir del comtat d'Izard i després del de Lawrence (abans de 1850).                                      | Per William S. Fulton, últim governador del Territori d'Arkansas abans d'esdevenir estat.                                               | 12.546          | 1.607 km²  | Comtat de Fulton        |
| Garland        | Hot Springs                 | 1873            | A partir dels comtats de Hot Spring, Montgomery i Saline.                                                   | Per Augustus Hill Garlan (1832–1899), senador dels Estats Units i onzè governador d'Arkansas.                                           | 99.902          | 1.903 km²  | Comtat de Garland       |
| Grand          | Sheridan                    | 1869            | A partir dels comtats de Hot Spring, Jefferson i Saline.                                                    | Per Ulysses S. Grant, 18è president dels Estats Units.                                                                                  | 18.546          | 1.639 km²  | Comtat de Grant         |
| Greene         | Paragould                   | 1833            | A partir dels comtats de Lawrence i més tard del de Randolph.                                               | Per Nathanael Greene, general de la Guerra d'Independència.                                                                             | 46.928          | 1.501 km²  | Comtat de Greene        |
| Hempstead      | Hope                        | 1818            | A partir del comtat d'Arkansas.                                                                             | Per Edward Hempstead, delegat a la Cambra de Representants dels Estats Units del Territori de Missouri.                                 | 19.105          | 1.920 km²  | Comtat de Hempstead     |
| Hot Spring     | Malvern                     | 1829            | A partir del comtats de Clark i més tard del de Montgomery (1880)                                           | Per les fonts termals de la zona. | 33.313          | 1.611 km²  | Comtat de Hot Spring    |
| Howard         | Nashville                   | 1873            | A partir dels comtats de Hempstead, Pike, Polk i Sevier.                                                    | Per James H. Howard, senador estatal.                                                                                                   | 12.387          | 1.542 km²  | Comtat de Howard        |
| Independence   | Batesville                  | 1820            | A partir del comtat de Lawrence.                                                                            | Per la Declaració d'Independència dels Estats Units d'Amèrica.                                                                          | 38.345          | 1.998 km²  | Comtat d'Independence   |
| Izard          | Melbourne                   | 1825            | A partir dels comtats de Crawford, Independence, i més tard del de Fulton (1880)                            | Per George Izard, governador del Territori d'Arkansas i general durant la guerra anglo-americana de 1812.                               | 14.291          | 1.513 km²  | Comtat d'Izard          |
| Jackson        | Newport                     | 1829            | A partir dels comtats de Lawrence i St. Francis.                                                            | Per Andrew Jackson, setè president dels Estats Units.                                                                                   | 16.673          | 1.661 km²  | Comtat de Jackson       |
| Jefferson      | Pine Bluff                  | 1829            | A partir dels comtats d'Arkansas i Pulaski.                                                                 | Per Thomas Jefferson, tercer president dels Estats Units.                                                                               | 63.672          | 2.366 km²  | Comtat de Jefferson     |
| Johnson        | Clarksville                 | 1833            | A partir del comtat de Pope i d'una petita part del de Madison (1890)                                       | Per Benjamin Johnson, primer jutge del tribunal de districte federal d'Arkansas.                                                        | 26.172          | 1.768 km²  | Comtat de Johnson       |
| Lafayette      | Lewisville                  | 1827            | A partir del comtat de Hempstead i més tard del de Columbia (1910)                                          | Per Gilbert du Motier, marquès de La Fayette, general francès aristòcrata i militar francès que participà en la Guerra d'Independència. | 6.015           | 1.412 km²  | Comtat de Lafayette     |
| Lawrence       | Walnut Ridge                | 1815            | A partir dels comtats d'Arkansas i New Madrid (Missouri).                                                   | Per James Lawrence, oficial naval nord-americà durant la guerra anglo-americana de 1812.                                                | 16.305          | 1.534 km²  | Comtat de Lawrence      |
| Lee            | Marianna                    | 1873            | A partir dels comtats de Crittenden, Monroe, Phillips i St. Francis.                                        | Per Robert E. Lee, general confederat durant la Guerra Civil.                                                                           | 8.104           | 1.604 km²  | Comtat de Lee           |
| Lincoln        | Star City                   | 1871            | A partir dels comtats d'Arkansas, Bradley, Desha, Drew i Jefferson.                                         | Per Abraham Lincoln, setzè president dels Estats Units.                                                                                 | 12.868          | 1.482 km²  | Comtat de Lincoln       |
| Little River   | Ashdown                     | 1867            | A partir del comtat de Sevier.                                                                              | Pel riu Little River, un tributari del Red River.                                                                                       | 11.626          | 1.463 km²  | Comtat de Little River  |
| Logan          | Booneville i Paris          | 1871            | A partir dels comtats de Franklin, Johnson, Pope, Scott i Yell (anomenat formalment comtat de Sarber)       | Per James Logan, un dels primers pobladors de l'oest d'Arkansas.                                                                        | 21.457          | 1.895 km²  | Comtat de Logan         |
| Lonoke         | Lonoke                      | 1873            | A partir dels comtats de Prairie i Pulaski.                                                                 | Per un roure que s'aixecava al lloc de l'actual seu del comtat.                                                                         | 76.389          | 2.078 km²  | Comtat de Lonoke        |
| Madison        | Huntsville                  | 1836            | A partir del comtat de Washington.                                                                          | Pel comtat de Madison, Alabama, origen d'alguns primers colons.                                                                         | 17.865          | 2.168 km²  | Comtat de Madison       |
| Marion         | Yellville                   | 1835            | A partir del comtat d'Izard.                                                                                | Per Francis Marion, militar que serví a la Guerra franco-índia i a la Guerra d'Independència.                                           | 17.593          | 1.659 km²  | Comtat de Marion        |
| Miller         | Texarkana                   | 1874            | A partir del comtat de Lafayette.                                                                           | Per James Miller, primer governador del Territori d'Arkansas.                                                                           | 41.958          | 1.651 km²  | Comtat de Miller        |
| Mississippi    | Blytheville i Osceola       | 1833            | A partir del comtat de Crittenden.                                                                          | Pel riu Mississipi. | 38.095          | 2.382 km²  | Comtat de Mississippi   |
| Monroe         | Clarendon                   | 1829            | A partir dels comtats d'Arkansas i Phillips.                                                                | Per James Monroe, cinquè president dels Estats Units.                                                                                   | 6.415           | 1.609 km²  | Comtat de Monroe        |
| Montgomery     | Mount Ida                   | 1842            | A partir del comtat de Hot Spring                                                                           | Per Richard Montgomery, general estatunidenc durant la Guerra d'Independència.                                                          | 8.510           | 2.073 km²  | Comtat de Montgomery    |
| Nevada         | Prescott                    | 1871            | A partir dels comtats de Columbia, Hempstead i Ouachita.                                                    | Per l'estat de Nevada, que té un perímetre similar als límits del comtat.                                                               | 8.004           | 1.608 km²  | Comtat de Nevada        |
| Newton         | Jasper                      | 1842            | A partir del comtat de Carroll.                                                                             | Per Thomas W. Newton, senador estatal i membre de la Cambra de Representants dels Estats Units per Arkansas.                            | 7.026           | 2.132 km²  | Comtat de Newton        |
| Ouachita       | Camden                      | 1842            | A partir del comtat d'Union                                                                                 | Pel riu Ouachita. | 21.684          | 1.916 km²  | Comtat d'Ouachita       |
| Perry          | Perryville                  | 1840            | A partir del comtat de Conway.                                                                              | Per Oliver Hazard Perry, un oficial naval de la guerra anglo-americana de 1812.                                                         | 10.251          | 1.452 km²  | Comtat de Perry         |
| Phillips       | Helena                      | 1820            | A partir dels comtatd d'Arkansas i Lawrence.                                                                | Per Sylvanus Phillips, membre de la legislatura territorial.                                                                            | 14.661          | 1.884 km²  | Comtat de Phillips      |
| Pike           | Murfreesboro                | 1833            | A partir dels comtats de Clark i Hempstead.                                                                 | Per Zebulon Montgomery Pike, militar i explorador conegut per haver dut a terme l'expedició Pike.                                       | 10.027          | 1.590 km²  | Comtat de Pike          |
| Poinsett       | Harrisburg                  | 1838            | A partir dels comtats de Greene i Lawrence.                                                                 | Per Joel Roberts Poinsett, metge, botànic, polític i embaixador estatunidenc a Mèxic don introduí la ponsètia als EUA.                  | 22.300          | 1.977 km²  | Comtat de Poinsett      |
| Polk           | Mena                        | 1844            | A partir del comtat de Sevier.                                                                              | Per James Knox Polk, onzè president dels Estats Units.                                                                                  | 19.434          | 2.234 km²  | Comtat de Polk          |
| Pope           | Russellville                | 1829            | A partir del comtat de Crawford.                                                                            | Per John Pope, governador del Territori d'Arkansas.                                                                                     | 64.829          | 2.152 km²  | Comtat de Pope          |
| Prairie        | Des Arc i DeValls Bluff     | 1846            | A partir dels comtats d'Arkansas i Pulaski.                                                                 | Per la gran praderia que s'estén a l'est d'Arkansas.                                                                                    | 7.935           | 1.750 km²  | Comtat de Prairie       |
| Pulaski        | Little Rock                 | 1818            | A partir dels comtats d'Arkansas i Lawrence.                                                                | Pel comte polonès Kazimierz Pulaski, hereoi de la guerra d'Independència.                                                               | 401.209         | 2.092 km²  | Comtat de Pulaski       |
| Randolph       | Pocahontas                  | 1835            | A partir del comtat de Lawrence.                                                                            | Per John Randolph de Roanoke, propietari d'una plantació i polític de Virgínia a la Cambra de Representants dels Estats Units.          | 19.040          | 1.699 km²  | Comtat de Randolph      |
| Saint Francis  | Forrest City                | 1827            | A partir del comtat de Phillips.                                                                            | Pel riu Saint Francis, tributari del riu Mississipi.                                                                                    | 21.822          | 1.664 km²  | Comtat de Saint Francis |
| Saline         | Benton                      | 1835            | A partir dels comtats d'Independence i Pulaski.                                                             | Per les reserves de salt de la zona. | 131.252         | 1.892 km²  | Comtat de Saline        |
| Scott          | Waldron                     | 1833            | A partir dels comtats de Crawford i Pope.                                                                   | Per Andrew Scott, jutge del Tribunal Suprem del Territori d'Arkansas.                                                                   | 9.837           | 2.326 km²  | Comtat de Scott         |
| Searcy         | Marshall                    | 1838            | A partir del comtat de Marion.                                                                              | Per Richard Searcy, jutge del comtat de Lawrence.                                                                                       | 7.836           | 1.731 km²  | Comtat de Searcy        |
| Sebastian      | Fort Smith i Greenwood      | 1851            | A partir dels comtats de Crawford i Scott.                                                                  | Per William K. Sebastian, advocat, judge i polític d'Helena (Arkansas).                                                                 | 130.035         | 1.414 km²  | Comtat de Sebastian     |
| Sevier         | De Queen                    | 1828            | A partir del comtat de Hempstead.                                                                           | Per Ambrose Hundley Sevier, advocat i polític d'Arkansas.                                                                               | 15.735          | 1.506 km²  | Comtat de Sevier        |
| Sharp          | Ash Flat                    | 1868            | A partir del comtat de Lawrence.                                                                            | Per Ephraim Sharp, un primer colonitzador i legislador estatal.                                                                         | 18.130          | 1.570 km²  | Comtat de Sharp         |
| Stone          | Mountain View               | 1873            | A partir dels comtats d'Independence, Izard, Searcy i Van Buren.                                            | Pel terreny accidentat i rocós de la zona.                                                                                              | 12.785          | 1.578 km²  | Comtat de Stone         |
| Union          | El Dorado                   | 1829            | A partir dels comtats de Clark i Hempstead.                                                                 | Petició dels ciutadans en l'esperit d'"Unió i Unitat".                                                                                  | 37.008          | 2.733 km²  | Comtat de Union         |
| Van Buren      | Clinton                     | 1833            | A partir dels comtats de Conway, Independence i Izard.                                                      | Per Martin Van Buren, vuitè president dels Estats Units.                                                                                | 16.152          | 1.876 km²  | Comtat de Van Buren     |
| Washington     | Fayetteville                | 1828            | A partir del comtat de Lovely del Territori d'Arkansas.                                                     | Per George Washington, primer president dels Estats Units.                                                                              | 266.184         | 2.465 km²  | Comtat de Washington    |
| White          | Searcy                      | 1835            | A partir dels comtats d'Independence, Jackson i Pulaski.                                                    | Per Hugh L. White, senador de Tennessee i candidat a la presidència dels Estats Units el 1836 pel Partit Whig.                          | 79.091          | 2.700 km²  | Comtat de White         |
| Woodruff       | Augusta                     | 1862            | A partir dels comtats de Jackson i Saint Francis.                                                           | Per William Woodruff, el primer editor de diaris d'Arkansas.                                                                            | 5.808           | 1.539 km²  | Comtat de Woodruff      |
| Yell           | Dardanelle i Danville       | 1840            | A partir dels comtats de Hot Spring, Pope i Scott.                                                          | Per Archibald Yell, segon governador d'Arkansas.                                                                                        | 20.134          | 2.457 km²  | Comtat de Yell          |

## Antics comtats
- Comtat de Lovely: creat el 13 d'octubre de 1827 a partir del comtat de Crawford i abolit el 17 d'octubre de 1828. El Tractat de Washington de 1828[6] amb la nació Cherokee va cedir la major part del comtat per convertir-se en Territori Indi i la part restant es va convertir en el comtat de Washington.[7]
- Comtat de Miller: creat a partir del comtat de Hempstead. La majoria de la seva part nord es trobava dins la nació Choctaw (ara part d'Oklahoma), la resta es va dissoldre dins el comtat de Sevier el 1828. Tota la part sud es trobava a Texas, i es va dissoldre nominalment dins el comtat de Lafayette el 1838. L'actual comtat de Miller es va crear el 1874 a partir d'una àrea que formava part del comtat de Lafayette abans que l'antic comtat de Miller fos dissolt.